# Paula Roma
Paula Roma, właśc. Paulina Elżbieta Romaniuk-Jasińska (ur. 14 lutego 1993 w Warszawie) – polska piosenkarka, kompozytorka, autorka tekstów i scenarzystka teledysków. 

## Życiorys

### Rodzina i edukacja
Urodziła się w Warszawie, a dorastała w Górze Kalwarii, gdzie ukończyła szkołę podstawową i gimnazjum. Uczęszczała do klasy humanistycznej XXXVIII Liceum Ogólnokształcącego im. Kostki Potockiego w Warszawie. Przez 12 lat uczęszczała na prywatne zajęcia śpiewu indywidualnego. Następnie studiowała dziennikarstwo i komunikację społeczną na Uniwersytecie Warszawskim, na którym obroniła pracę licencjacką. Ukończyła także roczne studia podyplomowe na kierunku menedżer muzyki rozrywkowej na Uczelni Łazarskiego w Warszawie oraz szkolenie z przygotowania do zajęć do prowadzenia emisji głosu na Uniwersytecie SWPS w Warszawie. 

### Kariera zawodowa
W 2014 została ćwierćfinalistką programu The Voice of Poland.
W 2020 przyjęła pseudonim muzyczny Paula Roma i podpisała kontrakt muzyczny z wytwórnią Kayax, pod której szyldem wydała debiutancki singiel „Niedopowodzenia”, a następnie kolejne piosenki: „Kreski” i „Cześć, tu miłość”. Piosenki umieściła na epce pt. Cześć, tu Paula Roma, którą wydała własnym sumptem 11 czerwca 2021 i z którą dotarła do 44. miejsca na liście najlepiej sprzedających się płyt w Polsce. W 2021 podpisała kontrakt wydawniczy z wytwórnią Warner Music Poland, pod której szyldem wydała singiel „Przez przypadki”, który nagrała z Rosalie.. Następnie wydała jeszcze piosenki: „Uziemienie”, „Cześć, tu złość”, „Bonjour madame” i „Różowe niebo nad Warszawą”. Utwory umieściła na debiutanckim albumie pt. Cholerne pragnienie, z którym dotarła do 45. miejsca na OLiS. Również w 2021 zagrała na festiwalu Smyk Fest oraz zaśpiewała w chórkach w utworze „Jednorożec” Sokoła. 22 lutego 2022 wystąpiła w warszawskim klubie Palladium jako support zespołu Kwiat Jabłoni. W tym samym roku zaśpiewała na Fest Festiwalu w Chorzowie i Great September Festiwal w Łodzi, a 17 października 2022 zagrała koncert premierowy albumu Cholerne pragnienie w Warszawie. Pięć dni później wystąpiła gościnnie w projekcie MTV Unplugged Natalii Kukulskiej, na którym zaśpiewała utwór „Kobieta” w duecie z artystką. W 2023 zaśpiewała w chórkach w utworze „Raj” Rosalie. Poza tym wystąpiła na festiwalach: Męskie Granie w Szczecinie i Wrocławiu oraz Edison Festival i Santander Letnie Brzmienia w Poznaniu. W tym samym roku wydała single: „Śmiało” i „Mruga mi serce”. Z pierwszym utworem wystąpi w konkursie o Bursztynowego Słowika podczas Top of the Top Sopot Festival 2023.

### Życie prywatne
16 września 2016 wyszła za Jakuba Jasińskiego.

## Dyskografia
Albumy studyjne
- Cholerne pragnienie (2022)

EP-ki
- Cześć, tu Paula Roma (2021)

Single
| Rok  | Tytuł                       | Album                |
| ---- | --------------------------- | -------------------- |
| 2020 | „Niedopowodzenia”           | Cześć, tu Paula Roma |
| 2021 | „Kreski”                    | Cześć, tu Paula Roma |
| 2021 | „Cześć, tu miłość”          | Cześć, tu Paula Roma |
| 2022 | „Przez przypadki”           | Cholerne pragnienie  |
| 2022 | „Uziemienie”                | Cholerne pragnienie  |
| 2022 | „Cześć, tu złość”           | Cholerne pragnienie  |
| 2022 | „Bonjour madame”            | Cholerne pragnienie  |
| 2022 | „Różowe niebo nad Warszawą” | Cholerne pragnienie  |
| 2023 | „Śmiało”                    | –                    |
| 2023 | „Mruga mi serce”            | –                    |